# Formações no futebol americano
As formações no Futebol americano faz referência a posição em campo dos jogadores antes de cada down.

## Ataque
1. Center (C): responsável pelo snap e por bloquear os defensores.
2. Offensive Guards (OG): jogam junto ao center, e têm a missão de bloquear os defensores, para proteger o quarterback.
3. Offensive Tackles (OT): ficam na linha de ataque, mas são os que jogam nas pontas da mesma. Sua função é proteger o quarterback.
4. Tight-End (TE): jogador que bloqueia e também recebe passes, joga fora da linha ofensiva.
5. Wide-Receivers (WR): jogam abertos e se movimentam muito para receber um passe do quarterback.
6. Quarterback (QB): o cérebro do time, responsável pela organização das jogadas ofensivas, é ele quem faz os passes.
7. Running Backs (RB): corredores, correm ao receberem a bola atrás da linha de ataque.
8. Tailback (TB):
9. Fullback (FB): jogador que ajuda a defender o Quarterback, e corre para receber o passe do Quarterback.

### Formações de ataque

Formação em T
Formação em I
Formação Big I
Formação Pro
Formação Shotgun
Formação Singleback
Formação Flexbone
Formação Flexbone desbalanceada
Formação Wingback
Formação Wishbone

## Defesa
1. Defensive Tackles (DT): jogam no meio da linha de defesa.
2. Defensive Ends (DE): jogam nas pontas da linha de defesa.
3. Linebackers (LB): jogam logo atrás da linha de defesa, avançam para fazer tackles e as vezes fazem cobertura em passes curtos.
4. Cornerbacks (CB): "marcam" os wide-receivers.
5. Safeties (SS ou FS): responsáveis pela cobertura.

### Formações de defesa

Formação 3-4
Formação 4-3